# Initialis

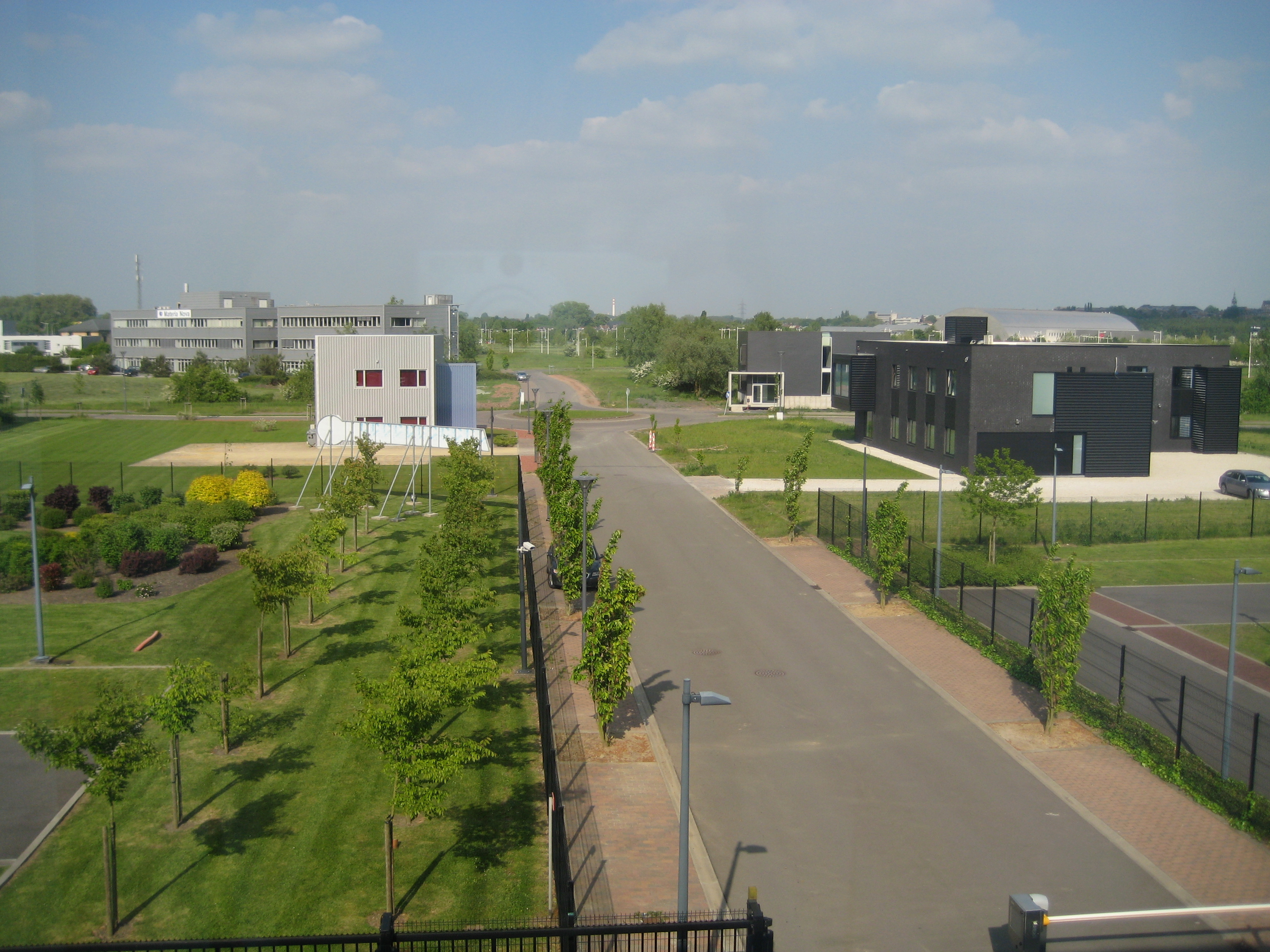
Vue du parc Initialis

Ouvert en 1995, le parc scientifique Initialis est situé à proximité du centre-ville de Mons en Belgique. Il regroupe actuellement une trentaine d'entreprises, spécialisées dans les nouvelles technologies telles que la biochimie, les télécommunications, le génie civil, l'informatique... 
La présence sur ce site de la Maison de l'entreprise et d'un hall relais de l'intercommunale Idea apporte une aide aux jeunes entreprises innovantes en leur fournissant des infrastructures et des compétences nécessaires à leur développement. 
Le parc héberge également deux centres de recherches, érigés avec l'aide des universités montoises (l'UCLouvain FUCaM Mons et l'Université de Mons) : Multitel (télécommunications) et Materia Nova (nouveaux matériaux). 
Initialis abrite également des laboratoires, des sociétés de services à haute valeur intellectuelle ou technologique. Il y a également un centre de recherche de Microsoft, spécialisé dans le domaine de la santé (E-Health).

## Entreprises présentes sur le parc Initialis
- Eonix
- Polymedis
- Stoquart
- Orthopédie Protechnik sa
- Geopro
- I-Care
- It-optics
- ACIC
- Ulysse Group
- Biochem Europe
- I-Movix
- Kysoh
- Microsoft
- Drag On Slide
- Feeling Eclairagistes
- Fishing Cactus
- SECUREX
- Materia Nova
- Multitel
- D-tek

## Article annexe
- BioLiège
- Science Parks of Wallonia
- Sart-Tilman
- Ypres Business Park